# 570 هـ
570 هـ هي سنة في التقويم الهجري امتدت مقابلةً في التقويم الميلادي بين سنتي 1174 و1175.

## أحداث
- 19 رمضان - هزم صلاح الدين الأيوبي الزنكيين في معركة بقرون حماة بقرب نهر العاصي.
- تأسيس مدرسة بنفشة في بغداد.

## مواليد
- ابن الحاجب
- شرف الدين المرسي

## وفيات
- ابن أبي الحكم
- عمر الملاء